# Mouvement national-socialiste aux Indes orientales néerlandaises
Le Mouvement national-socialiste des Indes orientales néerlandaises (Nationaal-Socialistische Beweging in Nederlands-Indië), également désigné sous l'appellation Indische NSB, constituait une organisation sœur du Mouvement national-socialiste aux Pays-Bas active dans les colonies des Indes néerlandaises. Fondé en 1933, ce groupement politique recrutait principalement parmi les Indos — population métisse d’ascendance néerlandaise et indonésienne.

## Histoire
Nombre de partisans du mouvement avaient rejoint ses rangs pour des motifs distincts de ceux qui animaient leurs homologues néerlandais. L'essor du nationalisme indonésien et la menaçante expansion japonaise constituèrent, pour nombre d'Indos ultranationalistes, des motifs déterminants d'adhésion. Une autre raison résidait dans l'aspiration, au sein de cette communauté, à une parité de considération avec les Totoks (Néerlandais de « sang pur »). Le parti connut une prospérité croissante à partir de 1933, et, suite à la visite d’Anton Mussert dans la colonie en 1935, ses effectifs atteignirent un apogée d’environ 5 000 membres. Toutefois, cette croissance s’inversa brusquement à la fin des années 1930, lorsque le NSB, s’inspirant du parti nazi, adopta des doctrines plus explicitement racistes, teintées d’idéologie Blut und Boden (« sang et sol »). Dès lors, l’organisation ne conserva plus qu’environ 1 100 affiliés, accompagnés de 680 sympathisants.
Le 9 mai 1940, le gouvernement néerlandais promulgua une interdiction frappant l’affiliation des fonctionnaires à un parti politique, mesure prise immédiatement après qu’un État européen voisin eut conclu un accord de collaboration avec l’Allemagne nazie. Sur ordre du gouverneur général Alidius Tjarda van Starkenborgh Stachouwer, près de 500 membres dudit parti furent appréhendés et placés en détention.
Après la capitulation du Japon et la guerre d’indépendance indonésienne, la majeure partie des membres de ce parti gagnèrent les Pays-Bas. Ils y furent assimilés, quant à leur traitement, aux adhérents néerlandais du NSB ayant abjuré leur affiliation avant le 10 mai 1940. À la différence de ces derniers, la plupart d’entre eux ne se rendirent coupables d’aucun acte de forfaiture et bénéficièrent, en 1947, d’une mesure de clémence.

## Membres notables
- Johan Manusama (1910-1995), troisième président de la République des Moluques du Sud.